# Distretto di Ardanuç
Il distretto di Ardanuç (in turco Ardanuç ilçesi) è uno dei distretti della provincia di Artvin, in Turchia.